# Polski Państwowy Teatr Objazdowy w Białoruskiej SRR
Polski Państwowy Teatr Objazdowy w Białoruskiej SRR (biał. Польскі дзяржаўны вандроўны тэатр БССР), od 11 lipca 1932 Polski Państwowy Teatr Białoruskiej SRR im. 11 Lipca – jeden z dwóch teatrów polskich działających w ZSRR w dwudziestoleciu międzywojennym, istniał w latach 1929–1936, jego siedzibą był dawny kościół św. Szymona i św. Heleny w Mińsku. 

## Historia
Placówka powstała na bazie kursów teatralnych, jakie odbywały się przy klubie robotniczym im. Róży Luksemburg w Mińsku. Zajęcia z teatrologii prowadził wówczas E. Bagiński, który został pierwszym dyrektorem Teatru. Od 1933 na czele instytucji stał J. Tonalski. 
11 lipca 1932 placówka została przekształcona w Polski Państwowy Teatr Białoruskiej Socjalistycznej Republiki Radzieckiej im. 11 Lipca. 
Wśród aktorów znaleźli się I. Bagińska, J. Gołobacz, K. Mackiewicz, W. Okołow, A. Rotter, K. Stecki, W. Tatarzycka, W. Tyszkiewicz i J. Chudnicki. Na deskach teatru zdołano wystawić "Chleb" Władimira Kirszona, "Moralność Pani Dulskiej", "W cieniu szubienicy" B. Jarockiej, "Rodzinę Worońców" W. Kowalskiego, "Zorany ugór" M. Szołochowa oraz "Upadek eskadry" Kornijczuka.